# Neupotz
Neupotz là một đô thị thuộc huyện Germersheim, bang Rheinland-Pfalz, phía tây nước Đức. Đô thị Neupotz có diện tích 7,78 km², dân số thời điểm ngày 31 tháng 12 năm 2006 là 1844 người.